# Максуд Шах
Максуд Шах или Максуд-хан (1864—1930; уйг. ماغسۇد خان) — последний хан полуавтономного Кумульского ханства, представитель династии Туглуктимуридов, его предки по мужской линии скорее всего восходят к Ильяс-ходже — хану Могулистана.

## Биография
После оккупации земель Уйгуристана цинскими войсками, лояльные к маньчжурам уйгурские правители Турфана и Кумула получили от китайского императора титулы вангов (принцы), подобный титул наследовал и Максуд Шах известный в китайских источниках как «Ша Чин Ван». Несмотря на то что реальная власть в Комульском ханстве принадлежала центральному китайскому наместничеству в Урумчи, время правления Максуд Шаха ознаменовала собой наложение тяжелых налогов на местное уйгурское население.
Европейцам он был известен как «последний независимый хан Центральной Азии».
В 1890-х годах провинциальный губернатор Синьцзаня Тао Мо (1835—1902) составлял родословную комульских вангов, в ней Максуд Шах так описал происхождение своих предков: 
"Мой род изначально восходит к белоголовым мусульманам, которые по большей части были потомками уйгуров и мусульман".

## Потомки

### Династический брак с потомкамиЭмин Ходжи
В 1904 году произошёл первый «королевский» брак в Синьцзане между Эмин Ходжой (известным в народе как Саран-ван, сын Султана Махмуда) и дочкой Максуд Шаха.